# Sigurd Falk
Sigurd Falk (* 6. Mai 1921 in Peine; † Mai 2016) war ein deutscher Mathematiker, Bauingenieur und Hochschullehrer an der TU Braunschweig, der sich mit Linearer Algebra und Matrizenrechnung sowie deren Anwendung in der Baustatik befasste.
Falk war der uneheliche Sohn einer Näherin und wuchs in ärmlichen Verhältnissen auf. Nach Wehrdienst im Zweiten Weltkrieg und sowjetischer Kriegsgefangenschaft studierte er Bauingenieurwesen und Mathematik an der TU Braunschweig, wo er auch 1953 bei Hermann Schaefer mit einer Arbeit über Die Berechnung der Torsionseigenschwingungszahlen verzweigter Maschinenanlagen zum Dr. Ing. promoviert wurde. Bekannt ist er für ein graphisches Schema der Matrizenmultiplikation (Falksches Schema), das er in seiner Diplomarbeit in Mathematik zur Erleichterung der damals noch von Hand ausgeführten Matrizenrechnungen erfand. Auf Drängen seines Professors veröffentlichte er dies, obwohl er selbst es nicht für sonderlich bemerkenswert hielt und auch später irritiert war, dass er vor allem damit in Verbindung gebracht wurde trotz anderer von ihm später ersonnenen Algorithmen in der Matrizenrechnung. Er habilitierte sich 1957 in Braunschweig in Baustatik (Das Reduktionsverfahren in der Baustatik) und wurde 1963 ordentlicher Professor für Mechanik und Festigkeitslehre in Braunschweig. Falk befasste sich früh mit Programmieren elektronischer Rechenmaschinen und allgemein mit numerischer linearer Algebra und deren Anwendungen im Bauingenieurwesen. Dabei benutzte er in den 1950er Jahren die Zuse Z22 am Rechenzentrum der TU Braunschweig (geleitet von  Horst Herrmann) und entwickelte dort ein statisches Programm zur Berechnung von Durchlaufträgern (Übertragungsverfahren mit Matrizen, auch Reduktionsverfahren genannt), das er in Maschinencode (Freiburger Code) schrieb.
Mit Rudolf Zurmühl war er Koautor eines Standardwerks über Matrizenrechnung. Zurmühl starb 1966 und Falk betreute die nachfolgenden Auflagen.
Falk war Mitglied des Vereins Deutscher Ingenieure (VDI), der ihn 1958 mit dem VDI-Ehrenring auszeichnete.

## Schriften
- Die Berechnung des beliebig gestützten Durchlaufträgers nach dem Reduktionsverfahren, Ingenieur-Archiv, Band 24, Heft 3, 1956, S. 216–232
- Die Knickformel für den Stab mit n Teilstücken konstanter Biegesteifigkeit, Ingenieur-Archiv, Band 24, 1956, Heft 2
- Die Berechnung von Rahmentragwerken mit Hilfe von Übergangsmatrizen, ZAMM, Band 37, 1957, Heft 7/8
- Die Biegeschwingungen ebener Rahmentragwerke mit unverschieblichen Knoten, Abh. Braunschweig. Wiss. Ges., IX, 1957
- Die Berechnung offener Rahmentragwerke nach dem Reduktionsverfahren, Ingenieur-Archiv,  Band 26, 1958, Heft 1,  S. 61–80
- Die Berechnung geschlossener Rahmentragwerke nach dem Reduktionsverfahren, Ingenieur-Archiv,  Band 26, 1958, Heft 3, S. 96–109
- Biegen, Knicken und Schwingen des mehrfeldrigen geraden Balkens. In: Abhandl. Braunschweig. Wiss. Ges. Band 7, 1955, S. 74–92
- Die Berechnung von Kurbelwellen mit Hilfe digitaler Rechenautomaten, VDI Berichte 30, 1958
- Das Reduktionsverfahren der Baustatik : unter besonderer Berücksichtigung der Programmierbarkeit für digitale Rechenautomaten, Springer 1957 (Habilitation)[6]
- Lehrbuch der Technischen Mechanik, 3 Bände, Springer 1967 bis 1969
  - Band 1: Die Mechanik des Punktes, Band 2: Die Mechanik des starren Körpers, Band 3: Die Mechanik des elastischen Körpers
- mit Rudolf Zurmühl: Matrizen und ihre Anwendung, 2 Bände, Springer, 7. Auflage 1997